# Colgar arizum
Colgar arizum är en insektsart som beskrevs av Medler 2000. Colgar arizum ingår i släktet Colgar och familjen Flatidae. Inga underarter finns listade i Catalogue of Life.